# اوربیتال اتمی
اوربیتال اتمی (به انگلیسی: Atomic orbital) تابع ریاضی است که رفتار موجی مانند یک الکترون یا یک جفت الکترون در اتم را توضیح می‌دهد. این تابع را می‌توان به منظور محاسبهٔ احتمال حضور الکترون در یک اتم در مناطق خاصی در اطراف هسته مورد استفاده قرار داد. از عملکرد این تابع می‌توان در ترسیم نمودار سه بعدی از احتمال حضور الکترون در یک مکان استفاده کرد که این منطقهٔ فیزیکی با احتمال بالا تعیین می‌شود. به‌طور خاص، اوربیتال‌های اتمی ممکن در ویژه حالتی از یک تک الکترون که در مجموعه‌ای از الکترون‌ها در اطراف اتم منفرد قرار دارند را می‌توان با تابع اوربیتال توضیح داد. 

اوربیتال اتمی که در آن الکترون به عنوان ذرات جامد است را هرگز نمی‌توان با سیاره‌ای که به صورت بیضوی به دور خورشید می‌گردد توضیح داد. 

روش چینش الکترون در اوربیتال‌های یک اتم

 با یک مقایسه دقیق ممکن است چنین به نظر برسد که الکترونی که درجو اطراف هسته قرار دارد مانند جو یک سیاره‌است. اوربیتال اتمی نحوه شکل‌گیری این جو را فقط به یک الکترون منفرد در یک اتم را توضیح می‌دهد. وقتی که الکترون‌های بیشتری به اتم منفرد اضافه می‌شود این الکترون‌ها تمایل دارند به‌طور مساوی در حجم فضای اطراف هسته قرار بگیرند (که گاهی به این ابر الکترونی گفته می‌شود.)این منطقه معمولاً کروی شکل است.
این ایده که الکترون ممکن است در اطراف هسته با یک خاصیت چرخشی که به آن تکانهٔ زاویه‌ای می‌گویند می‌گردد، در سال ۱۹۱۳ توسط نیلز بور استدلال شد. و یک فیزیکدان ژاپنی به نام هانتارو ناگااٌکا(Hantaro Nagaoka) در اوایل سال ۱۹۰۴ فرضیه مبتنی به رفتارهای الکترونیکی به این مورد را منتشر کرد. با این حال تا سال ۱۹۲۹ معادله شرودینگر برای حل حرکت موجی الکترون در کوچکترین یا حتی بزرگترین جای اتم برای توابع اوربیتال جدید آماده نبود.
با توجه به تفاوت مدار مکانیک کلاسیک از واژه «مدار» برای الکترون در اتم، برای اولین بار شیمیدانی به نام رابرت میلیکان در سال ۱۹۳۲ اصطلاح اوربیتال را ابداع و جایگزین آن کرد. اوربیتال اتمی، معمولاً به عنوان توصیف هیدروژن گونه (به معنی یک الکترون) برای تابع موج در فضا است، اعداد کوانتومی که به صورت l,nوm دسته‌بندی می‌شوند به ترتیب متناظر هستند با انرژی جفت الکترون، تکانه زاویه‌ای و تکانه زاویه‌ای مسیر (بردار اقلیدسی تکانه زاویه‌ای). هر اوربیتال (توسط یک مجموعه از اعداد کوانتومی متفاوت تعریف می‌شود) که دارای حداکثر دو الکترون است، از نام‌های کلاسیک در آرایش الکترونی نشان داده شده در تصویر سمت چپ نیز استفاده شده‌است. نام‌های اوربیتال کلاسیک که با (s, p، d, f) نشان داده می‌شوند از ویژگی‌های خطوط طیفی آن‌ها مشتق شده‌است. در واقع این نام‌ها را در تحلیل طیف گسیلی خطی فلزات قلیایی وضع کردند که f,d,p,s به ترتیب برگرفته از واژه‌های انگلیسی fundamental,diffuse,principal,sharp می‌باشند.

از حدود سال ۱۹۲۰، یا حتی قبل از ظهور مکانیک کوانتومی مدرن، اصل آفبا (اصل ساخت و ساز) است که در آن اتم‌ها متشکل از جفت الکترون‌های هستند، که از تکرار یک الگوی ساده و منظم که با افزایش اعداد فرد (.. ۱، ۳، ۵،) است پیروی می‌کنند، توسط نیلز بور و دیگران که برای پی بردن به وجود چیزی شبیه به اوربیتال اتمی در داخل تعدادی از ساختار الکترونی اتم‌های پیچیده مورد استفاده قرار گرفته بود. در ریاضیات فیزیک اتمی، برای ساده کردن تابع موج الکترون در سیستم‌های پیچیده اغلب مناسب از ترکیبات ساده‌تر اوربیتال اتمی استفاده شود. اگرچه هر الکترون را نمی‌توان در یک اتم چند الکترونی که یکی را از یک یا دو الکترون از اوربیتال اتمی در یک تصویر خیالی محدود کرد، هنوز هم تابع موج الکترون ممکن است ترکیباتی از اوربیتال اتمی را دربرداشته باشد؛ مثل اینکه در بعضی مواقع ابر الکترونی یک اتم چند الکترونی هنوز هم با اوربیتال اتمی متشکل از تنها یک یا دو الکترون باشد.

## ویژگی‌های الکترون
پس از گسترش یافتن مکانیک کوانتوم به این حقیقت پی برده شد که الکترون‌های در حال گردش در اطراف هسته را نمی‌توان به‌طور کامل به شکل ذرات توصیف کرد بلکه می‌بایست با مفهوم دوگانگی موج-ذره توصیف شوند. از این دیدگاه الکترون دارای ویژگی‌های زیر است:

### ۱-ویژگی‌های موج گون
1. چرخش الکترون‌ها پیرامون هسته نه به شکل چرخش سیارات پیرامون خورشید بلکه به شکل یک موج ایستاده می‌باشد؛ بنابراین پایین‌ترین انرژی که یک الکترون می‌تواند دارا باشد متناظر با بسامد اصلی یک موج ایستاده روی یک ریسمان است. انرژی‌های ممکن بالاتر متناظر با سایر هماهنگ‌های بسامد اصلی خواهد بود.
2. الکترون‌ها در یک مکان نقطه‌ای تنها نیستند، اگرچه احتمال برهمکنش با الکترون در یک نقطه مشخص می‌تواند از روی تابع موج الکترون محاسبه شود.

### ۲-ویژگی‌های ذره گون
1. همواره شمار الکترون‌های در حال گردش پیرامون هسته، عددی صحیح است.
2. الکترون‌ها بین اوربیتال‌ها جهش می‌کنند. در این جهش‌ها به نوعی رفتار ذره‌ای الکترون مشهود است. به عنوان مثال اگر یک تک فوتون الکترون‌ها را تحریک کند صرفاً یک الکترون در پاسخ به این فوتون در تراز انرژی خود تغییر صورت می‌دهد.
3. الکترون‌ها خواص ذره گونی از قبیل این که هر حالت موجی همان بار الکتریکی ذره الکترون را دارد یا این که هر حالت موجی دارای یک تک اسپین است (اسپین رو به بالا یا پایین) را حفظ می‌کنند؛ بنابراین به رغم شباهت آشکار بحث ما با موضوع سیارات در حال گردش پیرامون خورشید، الکترون‌ها نمی‌توانند به سادگی به صورت ذراتی جامد توصیف شوند. به علاوه، اوربیتال‌های اتمی شباهت نزدیکی با مدارهای فضایی چرخش سیارات به دور خورشید ندارند. یک شباهت دقیق تر می‌تواند این باشد که یک جو بزرگ و غالباً عجیب (الکترون‌ها) سیاره‌ای نسبتاً کوچک (هسته اتم) را احاطه کرده‌است. اوربیتال‌های اتمی به‌طور دقیق شکل این «جو الکترونی» را توصیف می‌کنند به شرط آن که یک تک الکترون در اتم وجود داشته باشد. هنگامی که الکترون‌های بیشتر به یک اتم افزوده می‌شوند، الکترون‌های اضافه شده حجمی از فضا که پیرامون هسته است را چنان اشغال می‌کنند که مجموعه حاصل-که بعضی موارد «ابر الکترونی» نامیده می‌شود-شکل یک توزیع نسبتاً کروی را به خود می‌گیرد که الکترون‌ها می‌توانند در آن جا یافت شوند.

## نام‌گذاری اوربیتال‌ها

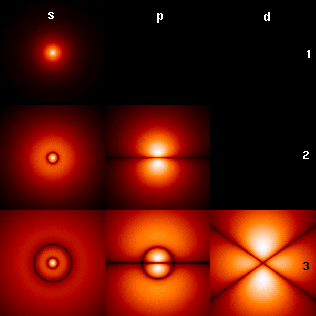
اوربیتال اتمی

اوربیتال‌ها به فرم زیر نام‌گذاری می‌شوند:
{\displaystyle X\,\mathrm {type} ^{y}\ }
که در آن x مربوط به سطح انرژی برای عدد کوانتومی n است. Type مربوط به عدد کوانتومی دوم l که با (s, p، d، …) مشخص می‌شود است؛ و y مربوط به تعداد الکترون‌ها در آن اوربیتال است.
برای مثال اوربیتال ۱s۲ (بخوانید یک اس دو) که دو الکترون دارد و سطح انرژی آن مربوط به n=۱ (پایینترین سطح انرژی) است؛ و حرف s مربوط به l=۰ است. در نماد اشعه ایکس، عدد کوانتومی اصلی آن با حروفی وابسته به اعداد.

## تعریف رسمی مکانیکی کوانتومی

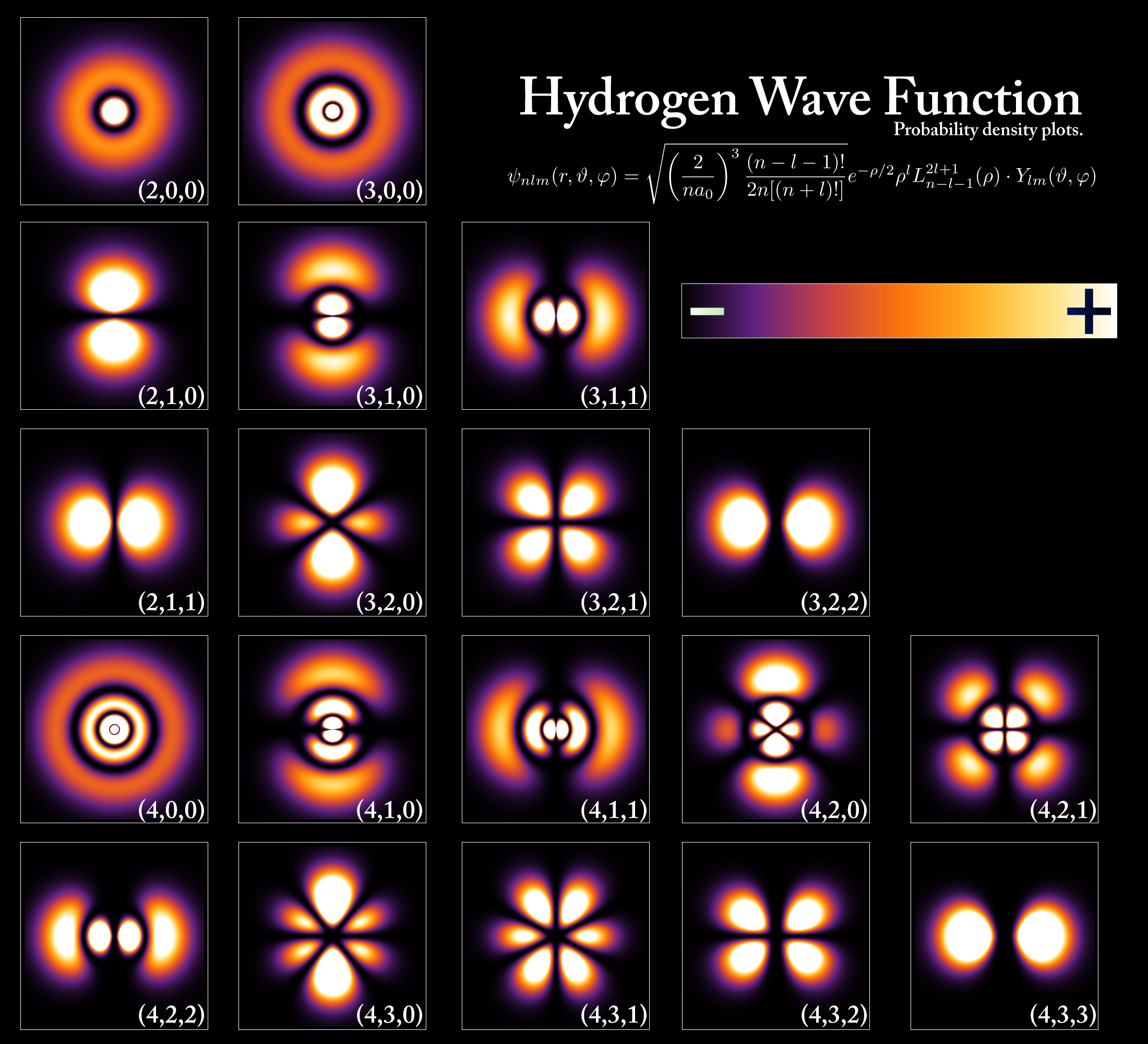
نمودار چگالی هیدروژن توابع موج الکترون در اتم هیدروژن در سطوح مختلف انرژی را نشان می دهد.احتمال حضور الکترون در ناحیه روشن‌تر بیشتر است.مکانیک کوانتومی نمی تواند مکان دقیق یک ذره را در فضا پیش بینی کند، فقط می تواند فضاهایی را با احتمال بیشتر حضور الکترون ها پیش بینی کند.

در مکانیک کوانتومی، حالت یک اتم، یعنی حالت‌های انرژی با هامیلتونی آن اتم، گسترش می‌یابد (که توسعه آن با کاربرد جبر خطی پایه‌است) که حاصل ترکیبات خطی پاد متقارن توابع تک الکترونی (دترمینان اسلیتر) است. قسمت فضایی تابع تک الکترونی را اوربیتال اتمی می‌نامند.
در فیزیک اتمی، خطوط طیفی اتم با انتقال (پراش کوانتومی) بین ویژه حالتهای یک اتم ایجاد می‌شود. این حالتها توسط یک مجموعه از اعداد کوانتومی برچسب‌گذاری می‌شود، خلاصه از نماد کوتاهی که برای آرایش الکترونی که شکل آن برای نمونه برای اتم نئون به صورت (۱s۲ ۲s۲ ۲p۶)است استفاده می‌شود.
معمولاً در این نماد خصوصیات ظاهری و شکل تداخلی توضیح داده می‌شود. مفهوم اوربیتال اتمی از یک تجسم برای یک فرایند مربوط به تحریک به حالت‌گذار است. به عنوان مثال، با تحریک کردن یک الکترون از یک اوربیتال به یک اوربیتال خالی فرایند گذار انجام می‌شود. باید به این نکته توجه داشت که برای الکترون‌های فرمیون اصل طرد پاولی بر آن‌ها حاکم است؛ و نمی‌توان آن‌ها را از سایر الکترون‌های اتم متمایز کرد. علاوه بر این، ممکن است بعضی وقتها اتفاق بیافتد که نتوان از شکل تداخلی برای تعیین یک تابع موج ساده صحبت کرد که این مورد برای ارتباط الکترونی بزرگ است. اساساً تابع موج برای سیستم تک الکترونی است برای سیستم‌های چند الکترونی ما برای این مورد از یک تقریب سیستم تک الکترونی استفاده می‌کنیم. برای این تقریب ما از تقریب (Hartree–Fock) استفاده می‌کنیم که این تقریب پیچیدگی‌های تئوری اوربیتال مولکولی را نیز کاهش می‌دهد.

## رابطه عدم قطعیت
بلافاصله پس از هایزنبرگ رابطه عدم قطعیت که توسط بور موجودیت یافته بود فرمول بندی شد، که در هر نوع بسته موجی دلالت بر عدم قطعیت در فرکانس و طول موج بود، از آن به بعد انتشار فرکانس‌ها منوط به ایجاد یک بسته برای خود شده بود. در مکانیک کوانتومی، ممان تمام ذرات به امواج وابسته هستند، در شکل‌گیری چنین بسته موجی از متمرکز کردن ذرات موجود در فضا برای یک موج استفاده می‌شود. در هر جای مکانیک کوانتومی ذرات محدود به ویژه حالتها هستند، که باید در یک بسته موج متمرکز شوند، و وجود بسته‌ها و اندازه می‌نیمم آن‌ها دلالت بر انتشار و مقدار حداقلی آن در طول موج ذرات است، و همچنین با تکانه و انرژی با مقدار حداقلی طول موج ذرات در ارتباط است. در مکانیک کوانتومی، ذراتی که در یک منطقه کوچکی از فضا محدود هستند، در متراکم بودن و وابستگی بستهٔ موج نیاز به گسترهٔ بزرگی از ممان است که بنابراین آن همان بزرگی انرژی جنبشی است؛ بنابراین انرژی بستگی که حاوی یا ذراتی که در ناحیهٔ کوچک از فضا گیر انداخته شده‌اند بدون محدودیت افزایش می‌یابند و این رشد کمتر آن ناحیه را دربردارد. ذرات نمی‌توانند در یک نقطه هندسی محصور باشند. چونکه بی‌نهایت ذره داریم.
در شیمی افرادی مانند شرودینگر، پاولی، میلیکان و دیگران اشاره به این کردند که در رابطه هایزنبرگ الکترون به عنوان بسته موج، نمی‌تواند در یک مکان دقیق در اوربیتال در نظر گرفته شود. ماکس بورن پیشنهاد کرد که موقعیت الکترون را می‌توان با یک توزیع احتمال توصیف کرد که برای پیدا کردن الکترون باید به تعداد زیادی از نقطه‌ها متوسل شد که وابستگی بسته موج با تابع موج توضیح داده می‌شود. در مکانیک کوانتومی جدید نتیجه دقیقی به ما نمی‌دهد، اما این تنها احتمالات است که وقوع نتایج گوناگونی را ممکن کرده‌است. هایزنبرگ می‌انگاشت که مسیر حرکت الکترون معنی ندارد اگر ما نتوانیم آن را مشاهده کنیم همچنان که با الکترون‌های یک اتم نمی‌توانیم.
در اثر کوانتومی هایزنبرگ، شرودینگر و دیگران عدد اتمی بور (n) برای هر اوربیتال شناخته شده و کرهٔ در یک اتم سه بعدی و اثر انرژی متوسط بر احتمال، می‌تواند الکترون‌های بستهٔ موج یک اتم را احاطه کنند.
اگرچه هایزنبرگ برای موقعیت الکترون از بی‌نهایت مجموعه برای ماتریس اش استفاده کرد، این به این معنی نبود که الکترون نمی‌تواند در هیچ جای جهان باشد. بلکه این قوانین نشان می‌دهد که الکترون باید در توزیع احتمال متمرکز شود. در یک الکترون توصیف انرژی آن با مکانیک ماتریسی حساب می‌شود. از اینرو، الکترون در یک کره معین با یک گستره معین به انرژی مربوط به هسته وابسته‌است که محدود به این مکان است.

## اتم‌های هیدروژن گونه
اتم‌های هیدروژن گونه ساده‌ترین اوربیتال‌های اتمی هستند که با یک الکترون مانند اتم هیدروژن رخ می‌دهد. در این صورت اوربیتال‌های اتمی از حالت‌های انرژی هامیلتونی اتم هیدروژن هستند؛ که با تحلیل و تجزیه به دست می‌آیند (مانند اتم هیدروژن). یونیزاسیون عنصر اتم دیگری که با تک الکترون شبیه اتم هیدروژن است که همان فرم را می‌گیرد.
برای اتم‌های که با دو یا چند الکترون هستند، معادلات حاکم برآن‌ها فقط می‌توانند با استفاده از روش‌های تقریبی متوالی حل شوند. اوربیتال‌های اتمی که چند الکترونی هستند از لحاظ کیفی شبیه به هیدروژن هستند و از مدل‌های ساده تبعیت می‌کنند و همان فرم را می‌گیرند.
برای آنالیزهای دقیق و پیچیده از تقریب‌های عددی استفاده می‌شود.
برای اوربیتال یک اتم معین (هیدروژن گونه) از سه شناسهٔ عددهای کوانتومی (n, l، ml) و مقادیر منحصربه‌فرد مربوط به آن‌ها استفاده می‌شود. محدود کردن اعداد کوانتومی و انرژی مربوط به آن‌ها نحوه آرایش الکترونی اتم‌ها و جدول تناوبی را توضیح می‌دهد.
وضعیت سکون (ویژه حالت‌های) اتم‌های هیدروژن گونه همان اوربیتال اتمی هستند. هر چند در طبیعت رفتار الکترون‌ها را نمی‌توان کاملاً با تک اوربیتال توضیح داد.
نخستین عدد کوانتومی n در مدل بور دیده می‌شود. از جمله چیزهای دیگر را که تعیین می‌کند مانند فاصله الکترون از هسته‌است. همه الکترون‌ها با همان مقدار n و در همان فاصله واقع می‌شوند. مکانیک کوانتومی مدرن این اوربیتال‌ها را با دقت وابستگی زیاد تثبیت می‌کند. برای این دلیل اوربیتال‌ها با همان مقدار n که شامل «پوسته» است بیان می‌شود. اوربیتال‌های که با مقدار n و l زوج هستند بیشتر برای دقت وابستگی آن‌ها با زیرپوسته بیان می‌شود.

## ویژگی‌های کیفی

### محدودیت‌های اعداد کوانتومی
اوربیتال اتمی به‌طور خاص با مقادیر سه عدد کوانتومی شناخته می‌شود و هر مجموعه‌ای از سه عدد کوانتومی دقیقاً به یک اوربیتال مربوط می‌شود، اما اعداد کوانتومی تنها تحت شرایط و مقادیر معینی با یکدیگر ترکیب می‌شوند.. قوانین حاکم بر مقادیر ممکن اعداد کوانتومی عبارتند از:
عدد کوانتومی اصلی n، همیشه عدد صحیح مثبتی است. در واقع، می‌تواند هر عدد صحیح مثبتی باشد، ولی بنا به دلایلی که در ادامه مورد بحث قرار می‌گیرند، به ندرت با اعداد بزرگ مواجه می‌شویم. هر اتم در کل اربیتال‌های زیادی بسته به هر مقدار n دارد؛ این اوربیتال‌ها با یکدیگر گاهی لایه‌های الکترونی نامیده می‌شوند.
عدد کوانتومی azimuthal (سمتی یا اوربیتالی) {\displaystyle \ell } عدد صحیح غیر منفی است. اگر عدد کوانتومی اصلی، عدد صحیح n۰ باشد {\displaystyle \ell } می‌تواند هر مقداری که در شرط {\displaystyle 0\leq \ell \leq n_{0}-1} صدق می‌کند، باشد. به عنوان مثال، برای n = ۱ لایه فقط اوربیتال {\displaystyle \ell =0} و برای n = ۲ لایه فقط اوربیتال‌های، ۱ و ۰ را خواهد داشت. مجموعه‌ای از اوربیتال‌های در ارتباط با یک مقدار خاص از گاهی در مجموع زیر لایه(subshell) نامیده می‌شوند.
عدد کوانتومی مغناطیسی {\displaystyle m_{\ell }} همواره یک عدد صحیح است. درون زیرپوسته‌ای (subshell)که در آن {\displaystyle \ell } عدد صحیح {\displaystyle \ell _{0}} است، {\displaystyle m_{\ell }}هایی که در شرط مقابل صدق کنند، وجود دارند: {\displaystyle -\ell _{0}\leq m_{\ell }\leq \ell _{0}}.
نتایج فوق را می‌توان در جدول زیر خلاصه کرد. هر خانه نشان دهنده یک زیرلایه‌است، و لیست مقادیر مجاز {\displaystyle m_{\ell }} در آن خانه جای گرفته‌اند. اوربیتال محدوده‌ای از فضای اطراف هسته می‌باشد که احتمال یافتن الکترون در آن وجود دارد. این احتمال در نزدیکی هسته بیشترین مقدار را دارد؛ ولی برای تمام نقاطی از فضا که فاصله معینی از هسته دارند، احتمال معینی وجود دارد. هر اوربیتال می‌تواند حداکثر دو الکترون را در خود جای دهد. دو الکترونی که در یک اوربیتال جای می‌گیرند، دارای اسپین مخالف هستند.
هر الکترون را می‌توان با چهار عدد کوانتومی مشخص کرد که به منزله شناسنامه الکترون هستند و فاصله نسبی الکترون از هسته (n)، لایه فرعی و شکل اوربیتال (L)، جهت‌گیری اوربیتال در فضا (s) را بیان می‌کنند. بر اساس اصل طرد پاولی در یک اتم هیچ دو الکترونی را نمی‌توان یافت که تمام چهار عدد کوانتومی آن‌ها یکسان باشد.
|                     | {\displaystyle l=0}     | ۱        | ۲               | ۳                      | ۴                           | ... |
| ------------------- | ----------------------- | -------- | --------------- | ---------------------- | --------------------------- | --- |
| {\displaystyle n=1} | {\displaystyle m_{l}=0} |          |                 |                        |                             |     |
| ۲                   | ۰                       | -۱, ۰, ۱ |                 |                        |                             |     |
| ۳                   | ۰                       | -۱, ۰, ۱ | -۲, -۱, ۰, ۱, ۲ |                        |                             |     |
| ۴                   | ۰                       | -۱, ۰, ۱ | -۲, -۱, ۰, ۱, ۲ | -۳, -۲, -۱, ۰, ۱, ۲, ۳ |                             |     |
| ۵                   | ۰                       | -۱, ۰, ۱ | -۲, -۱, ۰, ۱, ۲ | -۳, -۲, -۱, ۰, ۱, ۲, ۳ | -۴, -۳, -۲–۱, ۰, ۱, ۲, ۳, ۴ |     |
| ...                 | ...                     | ...      | ...             | ...                    | ...                         | ... |

زیر لایه‌ها معمولاً با مقادیر -{\displaystyle n} و -{\displaystyle \ell } خود شناخته می‌شوند. {\displaystyle n} با مقدار عددی آن نشان داده شده‌است؛ و برای هر {\displaystyle n}،
در خانه‌های مربوط به {\displaystyle \ell }هایی که می‌تواند داشته باشد، {\displaystyle m_{l}=0}های مربوط به آن {\displaystyle \ell } نمایش داده شده‌اند. اربیتال ۰ با حرف s، اربیتال ۱باحرف p، اربیتال ۲ با حرف d، اربیتال ۳ با حرف f و اربیتال۴ با حرف g نمایش داده می‌شوند.
به عنوان مثال اربیتال ۰ مربوط به در n = ۲ به صورت ۲s نشان داده می‌شود.

## شکل‌های اوربیتال
هر بحثی در مورد شکل اوربیتال الکترون ضرورتاً نا درست است، زیرا یک الکترون بدون در نظر گرفتن اینکه مداری را اشغال می‌کند، می‌تواند به علت اصل عدم قطعیت در هر لحظه در هر فاصله از هسته و در هر مسیری یافت شود.

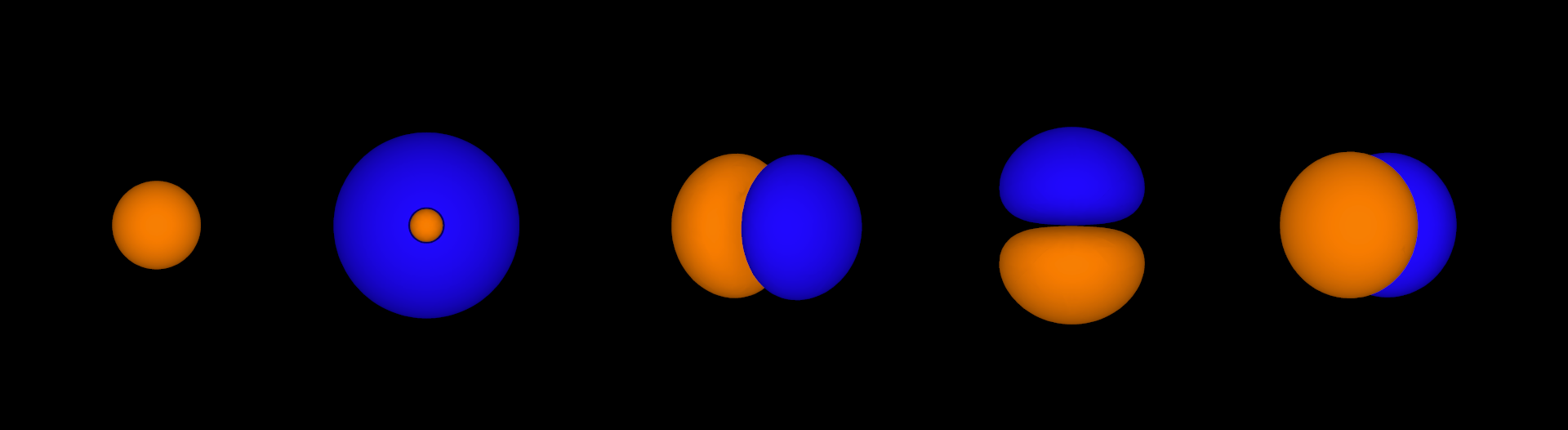
(اشکال پنج اوربیتال اتمی اول: 1s، 2s، 2px، 2py و 2pz. رنگ‌ها مرحله عملکرد موج را نشان می‌دهند).

با این حال، الکترون در مناطق خاصی با احتمال بیشتری نسبت به مناطق دیگر یافت می‌شود. با توجه به این مسئله، می‌توان سطحی را در نظر گرفت که نقاط داخل سطح با احتمال بالا را از نقاط خارجی که احتمال کمتری دارند جدا سازد. جایگذاری دقیق سطح، قراردادی و فرضی است، اما اگر این سطح معقولانه انتخاب شود باید از الگویی که رفتار مربع تابع موج {\displaystyle \psi ^{2}} مشخص می‌کند، پیروی کند. این سطح مرزی آن چیزی است شکل اربیتال نامیده می‌شود.
به‌طور کلی، عدد کوانتومی اصلی n برای یک هسته مشخص، اندازه و انرژی اربیتال را مشخص می‌کند. افزایش n، اندازه اربیتال را افزایش می‌دهد. با این حال، در مقایسه عناصر مختلف، بار مثبت (عدد اتمی که تعداد پروتون‌ها را می‌رساند) بیشتر در عناصر سنگین باعث انقباض اوربیتال‌ها در مقایسه با عناصر سبک می‌شود و به این دلیل اندازه کلی اتم ثابت می‌ماند (با وجود اینکه تعداد الکترون‌ها در عناصر سنگین تر افزایش می‌یابد).
همچنین به صورت کلی، {\displaystyle \ell } شکل مدار و {\displaystyle m_{\ell }} جهت‌گیری آن را مشخص می‌کند. با این حال، چون برخی از اوربیتال‌ها توسط معادلاتی در اعداد مختلط تعریف می‌شوند، گاهی شکل اوربیتال به {\displaystyle m_{\ell }} نیز بستگی پیدا می‌کند.
اوربیتال s تنها ({\displaystyle \ell =0}) شکلی کره مانند دارد. برای n=۱، این اوربیتال مانند کره‌ای توپر (با چگالی بالا و شکلی متقارن) است، اما برای ñ = ۲ یا بیشتر، اوربیتال‌های s از کره‌های متقارنی که پوسته‌های تو در تویی هستند تشکیل یافته‌است. هر یک (به عنوان مثال، ساختار موج، شعاعی است و مطابق یک مؤلفه شعاعی سینوسی). اوربیتال‌های s تنها اوربیتال‌هایی هستند که برای همه n‌ها دارای یک «شکم» در مرکز هسته می‌باشند. (منطقه‌ای که چگالی تابع موج در آن بالا باشد شکم نامیده می‌شود). - همه اوربیتال دیگر (p, d، f و غیره) تکانه زاویه‌ای دارند، و در نتیجه از هسته دوری می‌کنند (داشتن یک گره در هسته به این دلیل است).
سه اوربیتال p برای n=۲ به صورت دو بیضی که در هسته به یکدیگر مماس می‌باشند (یا به عبارت، دیگر دمبلی شکل) هستند. هر یک از سه اوربیتال p هر لایه به صورت عمود بر دو اوربیتال دیگر قرار گرفته‌است و هر یک، توسط مقدار {\displaystyle m_{\ell }} خود تعیین می‌شود.
چهار اوربیتال از پنج اوربیتال مربوط به d برای n=۳ مشابه هستند. هر یک با چهار توپ گلابی شکل مشخص می‌شوند. هر یک توپ مماس بر دو توپ دیگر است، و مراکز هر چهار تا درصفحه‌ای بین یک جفت محور قرار دارد (برای مشخص کردن هر صفحه‌ای، دو خط متقاطع نیاز است). سه صفحه از این چهار صفحه، صفحات ý x, x ž و ý Ž هستند، و چهارمین صفحه مراکزی روی محورهای x و ý دارد. پنجمین و آخرین اوربیتال d متشکل از سه منطقه با چگالی احتمال زیاد است: چنبره‌ای دو منطقه گلابی شکل که به صورت متقارن روی محور Ž قرار گرفته‌است.
هفت اوربیتال f، هر یک اشکالی پیچیده‌تر از شکل‌های اوربیتال‌های d دارند.
برای هر مجموعه s, p، d, f ویا g از اوربیتال‌ها که در آرایش الکترونی شرکت داشته باشند، آرایش به فرم مجموعه‌ای متقارن و کروی شکل در خواهد آمد؛ و برای اوربیتال‌های غیر s، که { lobes }دارند، { lobe }ها در جهتی قرار می‌گیرند که فضا را برای آن تعداد از ناحیه‌ها که در هر مجموعه‌ای از جهت‌ها وجود دارند تا حد امکان به‌طور متقارن ترپر کنند. به عنوان مثال، سه اوربیتال p شش ناحیه دارند که هر یک در یکی از شش جهت اصلی از ۳ راستای فضای سه بعدی هستند؛ برای ۵ اوربیتال d، در مجموع ۱۸ ناحیه، وجود دارد که در آن دوباره شش ناحیه در راستای شش جهت اولیه، و ۱۲ ناحیه بعدی ۱۲ راستا را که بین هر جفت از این ۶ محور اصلی وجود دارد، پر می‌کنند.
علاوه بر این، چنان‌که موردی با اوربیتال s است اوربیتال‌های p, d، f و g منحصربه‌فرد با مقادیر ñ بیشتر از پایین‌ترین مقدار ممکن، ساختار گرهی شعاعی اضافی نمایان می‌شود که یادآور موج‌های هارمونیک همان نوع با مد پایه موج است. مطابق با اوربیتال s در بالاترین مقدار ممکن بعدی ñ، دراوربیتال‌های p, d، f و g (به عنوان مثال، در مقابل اوربیتال‌های ۲p پایه، اوربیتال‌های ۳p)، یک گره اضافی در هر لوب ایجاد می‌شود. برای هر نوع اوربیتالی مقادیر بالاتر ñ تعداد گره‌های شعاعی را بیشتر افزایش می‌دهند.
شکل اوربیتال‌های اتمی، در یک اتم تک الکترون به هماهنگ‌های کروی سه بعدی مربوط می‌شود.
البته انواعی از اوربیتال به نام‌های g-hوi وجود دارند که در حالت برانگیختگی الکترون‌ها مشاهده می‌شوندو در حالت عادی الکترون‌ها در داخل فضای این اوربیتال‌ها حرکت نمی‌کنند.

## جدول اوربیتال
این جدول پیکر بندی همه اوربیتال‌ها رابرای توابع موج هیدروژن گونه تا اوربیتال ۷s نشان می‌دهد و در نتیجه پیکربندی‌های الکترونی ساده را برای همه عناصر در جدول تناوبی تا رادیوم پوشش می‌دهد.
|     | s (l=۰) | p (l=۱) | p (l=۱) | p (l=۱) | d (l=۲) | d (l=۲) | d (l=۲) | d (l=۲) | d (l=۲) | f (l=۳) | f (l=۳) | f (l=۳) | f (l=۳) | f (l=۳)   | f (l=۳)    | f (l=۳)    |
|     | m=۰     | m=۰     | m=±۱    | m=±۱    | m=۰     | m=±۱    | m=±۱    | m=±۲    | m=±۲    | m=۰     | m=±۱    | m=±۱    | m=±۲    | m=±۲      | m=±۳       | m=±۳       |
|     | s       | pz      | px      | py      | dz۲     | dxz     | dyz     | dxy     | dx۲-y۲  | fz۳     | fxz۲    | fyz۲    | fxyz    | fz(x۲-y۲) | fx(x۲-۳y۲) | fy(3x۲-y۲) |
| --- | ------- | ------- | ------- | ------- | ------- | ------- | ------- | ------- | ------- | ------- | ------- | ------- | ------- | --------- | ---------- | ---------- |
| n=۱ |         |         |         |         |         |         |         |         |         |         |         |         |         |           |            |            |
| n=۲ |         |         |         |         |         |         |         |         |         |         |         |         |         |           |            |            |
| n=۳ |         |         |         |         |         |         |         |         |         |         |         |         |         |           |            |            |
| n=۴ |         |         |         |         |         |         |         |         |         |         |         |         |         |           |            |            |
| n=۵ |         |         |         |         |         |         |         |         |         | ...     | ...     | ...     | ...     | ...       | ...        | ...        |
| n=۶ |         |         |         |         | ...     | ...     | ...     | ...     | ...     | ...     | ...     | ...     | ...     | ...       | ...        | ...        |
| n=۷ |         | ...     | ...     | ...     | ...     | ...     | ...     | ...     | ...     | ...     | ...     | ...     | ...     | ...       | ...        | ...        |

## انرژی اوربیتال
در اتمی با یک الکترون منفرد (اتم‌های هیدروژن گونه)، انرژی هر اوربیتال (و به تبع آن، انرژی هر الکترون در اوربیتال) منحصراً توسط {\displaystyle n} تعیین می‌شود. اوربیتال {\displaystyle n=1} کمترین میزان انرژی ممکن را در اتم دارد. هر یک از مقادیر متوالی بالاتر {\displaystyle n} سطح انرژی بالاتری دارند، اما اختلاف انرژی‌ها با افزایش {\displaystyle n} کاهش می‌یابد. برای {\displaystyle n} بزرگ، سطح انرژی به حدی زیاد است که الکترون‌ها به آسانی می‌تواند از اتم فرار کنند.
در اتم‌های با الکترون‌ها ی بیشتر، انرژی الکترون نه تنها از خواص ذاتی اوربیتال آن است، بلکه به برهم کنش با الکترون‌های دیگر نیز بستگی دارد. این برهم کنش‌ها به جزئیات توزیع احتمال مکانی آن الکترون بستگی دارد، و بنابراین سطح انرژی اوربیتال‌ها نه تنها به {\displaystyle n} بستگی دارد، بلکه به {\displaystyle \ell } نیز وابسته‌است. مقادیر بالاتر از {\displaystyle \ell } مقادیر بالاتری از انرژی همراه خواهند شد؛ به عنوان مثال، حالت p۲ انرژی بیشتری از حالت s۲ دارد. وقتی که {\displaystyle \ell } = ۲ است انرژی اوربیتال به قدری افزایش می‌یابد که انرژی اوربیتال، به انرژی بالاتر از انرژی اوربیتال s لایه بالاتر می‌رسد (رانده می‌شود)؛ هنگامی که {\displaystyle \ell } = ۳ است انرژی به سطح انرژی دو مرحله بالاتر رانده شده‌است.
ترتیب انرژی ۲۴ زیر لایه اول جدول زیر داده شده‌است. هر خانه نشان دهنده یک زیر لایه‌است که با n و {\displaystyle \ell } مربوط مشخص می‌شود. عدد داخل هر خانه نشان دهنده رتبه انرژی آن زیر لایه نسبت به سایر زیر لایه‌ها است.
|   | {\displaystyle s} | {\displaystyle p} | {\displaystyle d} | {\displaystyle f} | {\displaystyle g} |
| - | ----------------- | ----------------- | ----------------- | ----------------- | ----------------- |
| ۱ | ۱                 |                   |                   |                   |                   |
| ۲ | ۲                 | ۳                 |                   |                   |                   |
| ۳ | ۴                 | ۵                 | ۷                 |                   |                   |
| ۴ | ۶                 | ۸                 | ۱۰                | ۱۳                |                   |
| ۵ | ۹                 | ۱۱                | ۱۴                | ۱۷                | ۲۱                |
| ۶ | ۱۲                | ۱۵                | ۱۸                | ۲۲                | ۲۶                |
| ۷ | ۱۶                | ۱۹                | ۲۳                | ۲۷                | ۳۱                |
| ۸ | ۲۰                | ۲۴                | ۲۸                | ۳۲                | ۳۶                |

 توجه :خانه‌های خالی زیر لایه‌هایی را که موجود نیستند نشان می‌دهند، در حالی که خانه‌هایی که اعدادشان ایتالیک نوشته شده‌اند زیر لایه‌هایی هستند که می‌توانند وجود داشته باشند اما در هیچ‌یک از عناصر شناخته شده فعلی قادر به نگه داشتن الکترون‌ها نیستند. 

## چینش الکترون و جدول تناوبی
قوانین زیادی بر چینش الکترون‌ها در اوربیتال حاکمند نخستین قاعده این است که هیچ دو الکترونی در اتم نباید دارای مجموعه‌ای مشابه از اعداد کوانتومی‌باشند (این اصل طرد پائولی است). اعداد کوانتومی شامل سه عددی که اوربیتال هارا تعریف می‌کنند به علاوه s یا عدد کوانتومی اسپین می‌شوند؛ بنابراین، دو الکترون ممکن است اوربیتال یکسانی را اشغال کنند که البته این امر وقتی ممکن است که مقادیر s متفاوتی داشته باشند. با این حال، تنها دو الکترون. به این دلیل که اسپین‌های آن‌ها می‌تواند با هر اوربیتال {ارتباط} بر قرار کند.
علاوه بر این، الکترون همیشه تمایل دارد در پایین‌ترین حالت انرژی ممکن قرار گیرد برای الکترون این امکان وجود دارد که تا زمانی که اصل طرد پائولی را نقض نمی‌کند، اوربیتال خاصی را اشغال کند ولی اگر اوربیتال‌هایی با انرژی پایین‌تر وجود داشته باشند، این، وضعیت (قرارگیری در اوربیتال بالاتر) نا پایدار خواهد بود. الکترون سرانجام انرژی آزاد خواهد کرد (به صورت تابش فوتون) و با اوربیتالی پایین‌تر (از نظر انرژی) خواهد پرید. بدین ترتیب، الکترون‌ها اوربیتال‌ها را بر اساس توالی انرژی داده شده در جدول فوق پر خواهند کرد.
این رفتار، دلیل ساختار جدول تناوبی است. جدول ممکن است چند ین ردیف داشته باشد (به نام 'دوره')، شمارش از ۱و از بالا شروع می‌شود. عناصر شناخته شده فعلی هفت دوره از جدول تناوبی را اشغال می‌کنند. اگر دوره‌ای شماره iرا دارد، به عناصری اختصاص دارد که الکترون‌های لایه آخرشان در حال پر کردن i امین لایه هستند.
جدول تناوبی ممکن است به چندین گروه تقسیم شود. عناصر متعلق به یک گروه مشخص از این ویژگی مشترک برخوردارند: الکترون‌های با انرژی بیشینه‌شان، همه به حالت {\displaystyle \ell } مشابهی تعلق دارند. (اما n مربوط به آن حالت {\displaystyle \ell } بستگی به دوره دارد). به عنوان مثال، دو ستون چپ گروه s را تشکیل می‌دهند. خارجی‌ترین الکترون‌ها ی Li و Be به ترتیب به زیر لایه ۲s تعلق دارند و Na و Mg به زیر لایه ۳s.
تعداد الکترون در یک اتم خنثی (طبیعی) با افزایش عدد اتمی افزایش می‌یابد. الکترون‌های خارجی‌ترین لایه، یا الکترون‌های ظرفیتی (والانس)، مسئول رفتار شیمیایی عناصر هستند. عناصری که الکترون‌های ظرفیتی یکسانی دارند می‌توانند با یکدیگر گروه‌بندی شده و خواص شیمیایی مشابه‌ای داشته باشند.

### اثرات نسبیتی
برای عناصر با عدد اتمی(Ž)بالا، اثرات نسبیتی بیشتر نمایان می‌شود، به خصوص الکترون‌های s، که با سرعت‌های نسبیتی حرکت می‌کنند{ به عنوان نمایش نزدیک هسته اتم‌های با Ž بزرگ.} این افزایش نسبیتی اندازه حرکت الکترون‌ها برای سرعت‌های بالا موجب کاهش طول موج مربوط و انقباض اربیتال s ۶نسبت به اوربیتال ۵d می‌شود. (با مقایسه الکترون‌های s و d متناظر در عناصر سبک‌تر در همان ستون از جدول تناوبی)؛ این نتایج در الکترون‌های والانس s۶ باعث کم شدن انرژی می‌شوند.
نمونه‌هایی از نتایج قابل توجه فیزیکی این اثر عبارتند از کاهش دمای ذوب جیوه (که ناشی از الکترون ۶s که برای نوار فلزی در دسترس نیستند) و رنگ طلایی طلا و سزیم (ناشی از تنگی s ۶به d ۵که منجر به انتقال انرژی به نقطه که نور مرئی شروع به جذب شدن می‌کند، مشاهده می‌شود)
سرعت الکترونی با {\displaystyle n=1} در مدل بور، از رابطه {\displaystyle v=Z\alpha c} به دست می‌آید که در آن Zعدد اتمی، {\displaystyle \alpha } ثابت ساختار ریز وc سرعت نور است؛ بنابراین در مکانیک کوانتومی غیر نسبیتی، الکترون‌های s ۱ هر اتم با عدد اتمی بزرگتر از ۱۳۷ باید با سرعتی بالاتر از سرعت نور حرکت کند. حتی در معادله دیراک، که به اثرات نسبیتی را نیز به حساب می‌آورد، تابع موج الکترون برای اتم‌هایی با Z> ۱۳۷ نوسانی وغیر مقید است. اهمیت عنصر ۱۳۷، که untriseptium نامیده می‌شود، ابتدا توسط ریچارد فاینمن مورد اشاره قرار گرفته بود. عنصر ۱۳۷ گاهی به نام غیررسمی Feynmanium (نمادFy) نامیده می‌شود. با این حال، تقریب فاینمن برای پیش‌بینی دقیق مقدار بحرانی Ž به دلیل طبیعت غیر نقطه‌ای بار هسته و شعاع مداری بسیار کوچک الکترون‌ها ی داخلی، شکست می‌خورد و در نتیجه پتانسیل درونی دیده شده توسط الکترون است که به‌طور مؤثر از Ž کمتر است. مقدار بحرانی Ž که اتم را ناپایدار می‌کند با توجه به فروشکست قسمت بالا ی خلاء و تولید زوج الکترون پوزیترون، تا حدود ž = ۱۷۳ اتفاق نمی‌افتند. این وضعیت‌ها جزدر شرایطی گذرا در برخورد با هسته‌های بسیار سنگین مانند اورانیوم در شتاب‌دهنده‌ها، جایی که الکترون و پوزیترون تولید از این اثر، ادعا شده که مشاهده شده‌اند، پیش نمی‌آیند. مشاهده فرمت از جدول تناوبی فراتر از دوره هفتم.